# The Big Bang Theory
The Big Bang Theory é uma série de televisão norte-americana de comédia de situação que estreou na CBS em 24 de setembro de 2007 e terminou em 16 de maio de 2019, totalizando 279 episódios e doze temporadas. Criada por Chuck Lorre e Bill Prady, a série conta com cinco personagens que vivem em Pasadena, entre eles o físico teórico Sheldon Cooper e o físico experimental Leonard Hofstadter, ambos vivendo juntos, partilhando um apartamento e trabalhando no Instituto de Tecnologia da Califórnia - Caltech; Penny, uma garçonete e aspirante a atriz que mais tarde se torna uma representante farmacêutica, e que vive como vizinha de ambos; e o engenheiro aeroespacial Howard Wolowitz e o astrofísico Rajesh Koothrappali, amigos e colegas de trabalho geeks, semelhantes e socialmente desajeitados de Leonard e Sheldon. Os hábitos geeks e o intelecto dos quatro rapazes entra em contraste em relação ao efeito cômico com habilidades sociais e senso comum de Penny.
O show foi produzido pela Warner Bros. Television em conjunto com a Chuck Lorre Productions. Em agosto de 2009, a sitcom ganhou o prêmio TCA de "melhor série comédia" e Jim Parsons ganhou o prêmio por seu desempenho individual na comédia. Parsons também conquistou quatro Emmy Awards de melhor ator em série de comédia e um Globo de Ouro. Quando a terceira temporada estreou em 21 de setembro de 2009, ela alcançou o patamar de programa de maior audiência da CBS. A série estreou na televisão aberta Brasileira pelo SBT no dia 20 de agosto de 2011, deixando de ser exibida neste canal uma semana depois, no dia 27, devido à baixa audiência. Em 12 de novembro de 2012, o SBT estreou a exibição diária de madrugada após Two and a Half Men. Retornou a grade do SBT em 9 de junho de 2018, mas ficou ao ar até o dia 23, sendo cancelada mais uma vez por conta da baixa audiência no final da tarde. 
Voltou pela terceira vez no SBT em 1.° de agosto de 2020, agora com exibição nas primeiras horas do dia. Ficou no ar até o dia 12 de setembro do mesmo ano, sendo substituído pela extensão do Sábado Animado. Voltou a grade em 5 de dezembro de 2020, ficando no ar até 15 de maio de 2021, nas madrugadas de sábado para domingo. 
Em março de 2014, a emissora americana CBS anunciou a renovação da série por mais três anos, até a décima temporada (2016/2017). A emissora estava satisfeita com os altos índices de audiência e pelas críticas positivas que o seriado cômico vem alcançando.
Em agosto de 2015, o presidente da CBS, Glenn Geller, afirmou que a série poderia ser renovada para uma 11º temporada. Ainda assim na época, não houve uma confirmação. Em Fevereiro de 2017, foi anunciado de que a série seria renovada para mais duas temporadas, assim, com um possível encerramento da série na 12º temporada.
A 12ª temporada marcou o fim da série multi-câmera mais longa na história da televisão (junto com Two and a half men). A série se encerrou porque o astro Jim Parsons, intérprete de Sheldon Cooper, estava pronto para se despedir da sitcom de sucesso. A 12ª e última temporada estreou na segunda-feira, 24 de setembro, na CBS, antes de passar para o período regular na quinta-feira, 27 de setembro, e encerrou em 16 de maio de 2019. Já no Brasil a série estreou domingo, 07 de outubro ás 20h no canal pago Warner Channel, e se encerrou domingo, 02 de junho de 2019.

## Enredo
Leonard Hofstadter (Johnny Galecki) e Sheldon Cooper (Jim Parsons) são dois brilhantes físicos que dividem o mesmo apartamento. Suas vidas se complicam quando uma jovem linda, porém pouco inteligente, Penny (Kaley Cuoco), se muda para o apartamento da frente. A chegada de Penny perturbou um pouco Sheldon já que ele prefere passar as noites jogando Klingon Boggle com seus amigos e colegas de trabalho e também cientistas, Howard Wolowitz (Simon Helberg) e Rajesh "Raj" Koothrappali (Kunal Nayyar), sem ligar para Penny. Contudo, Leonard vê em Penny a possibilidade de aprender a interagir com as mulheres e sente que ela é um novo mundo cheio de possibilidades, e quem sabe, do amor. Todos acham que isso é um sonho que nunca se realizará, porém, talvez nesta comédia estas mentes brilhantes possam aprender algumas coisas com uma jovem que trabalha em uma lanchonete chamada Cheesecake Factory. Se tornou famoso o bordão "Bazinga!", usado por Sheldon quando alguém cai em uma piada sua, fazendo contraste com seu comportamento habitualmente racional.

## Produção

Elenco principal da série.

O primeiro episódio piloto da série foi desenvolvido para a temporada 2006-2007 da TV e, embora não tenha sido aprovado, foi dada a oportunidade aos seus criadores de revisá-lo e reapresentá-lo. Assim, surgiu o segundo piloto, dirigido por James Burrows, aprovado pela CBS em 14 de maio de 2007. A série estreou em 24 de setembro de 2007.
Em 19 de outubro de 2007, foi selecionada como a primeira comédia dos anos 2007/08. A equipe de produção da série parou as atividades no dia 6 de novembro de 2007 por conta da greve dos roteiristas. Em 14 de fevereiro de 2008, a CBS escolheu a série para uma segunda temporada junto com outras onze para os anos 2008/09. A série voltou a ser transmitida em 17 de março de 2008, um pouco mais tarde e com mais nove novos episódios.
A segunda temporada começou a ser transmitida nos EUA em 22 de setembro de 2008, e a terceira em 21 de setembro de 2009, e a quarta temporada em 23 de setembro de 2010. David Saltzberg, um professor de Física e Astronomia da Universidade da Califórnia, revisa os roteiros e fornece diálogos, equações matemáticas e diagramas utilizados como adereços.

## Músicas

### Tema de abertura
A banda canadense Barenaked Ladies escreveu e gravou a canção tema, "The History of Everything" que descreve o desenvolvimento do universo e as mudanças que a Terra e os seres humanos têm sofrido desde o início dos tempos.
Em 9 de outubro de 2007, a banda gravou uma versão mais longa do tema (1 minuto 45 segundos).
A versão brasileira da abertura é cantada por Paulo Vignolo, que também faz a versão brasileira da voz de Wil Wheaton.

### Soft Kitty
Soft Kitty é uma música infantil de origem inglesa, popularizada por uma aparição em The Big Bang Theory, cantado pelos personagens Sheldon e Penny. "Soft Kitty", onde é referenciado com a música "Warm Kitty" foram escritos por Edith Newlin.
A música em português está intitulada de "Gatinho Macio, gatinho quentinho, bolinha de pelo"... A musica é cantada para Sheldon, quando não consegue dormir ou está doente. Sheldon também cantou esta música quando Penny havia deslocado o ombro.

### Bernadette's Song
Bernadette's Song,"A canção da Bernadette" foi uma música produzidas pelos produtores do programa (The Big Bang Theory). Dentro do enredo, ela foi produzida e cantada por Howard para sua esposa (Bernadette) em comemoração ao seu aniversário de primeiro encontro. Tudo isso ocorre no sexto episódio da sétima temporada de The Big Bang Theory

## Elenco e personagens
| Legenda         | Legenda                              |
| --------------- | ------------------------------------ |
|                 | Creditado no elenco principal        |
|                 | Creditado no elenco recorrente       |
|                 | Creditado como participação especial |
| Does not appear | Personagem ausente                   |

### Elenco principal
| Personagem                       | Intérprete     | Temporadas | Temporadas | Temporadas | Temporadas | Temporadas | Temporadas | Temporadas | Temporadas | Temporadas | Temporadas | Temporadas | Temporadas |
| Personagem                       | Intérprete     | 1          | 2          | 3          | 4          | 5          | 6          | 7          | 8          | 9          | 10         | 11         | 12         |
| -------------------------------- | -------------- | ---------- | ---------- | ---------- | ---------- | ---------- | ---------- | ---------- | ---------- | ---------- | ---------- | ---------- | ---------- |
| Leonard Hofstadter               | Johnny Galecki |            |            |            |            |            |            |            |            |            |            |            |            |
| Sheldon Cooper                   | Jim Parsons    |            |            |            |            |            |            |            |            |            |            |            |            |
| Penny Hofstadter                 | Kaley Cuoco    |            |            |            |            |            |            |            |            |            |            |            |            |
| Howard Wolowitz                  | Simon Helberg  |            |            |            |            |            |            |            |            |            |            |            |            |
| Raj Koothrappali                 | Kunal Nayyar   |            |            |            |            |            |            |            |            |            |            |            |            |
| Leslie Winkle                    | Sara Gilbert   |            |            |            |            |            |            |            |            |            |            |            |            |
| Bernadette Rostenkowski-Wolowitz | Melissa Rauch  |            |            |            |            |            |            |            |            |            |            |            |            |
| Amy Farrah Fowler                | Mayim Bialik   |            |            |            |            |            |            |            |            |            |            |            |            |
| Stuart Bloom                     | Kevin Sussman  |            |            |            |            |            |            |            |            |            |            |            |            |
| Emily Sweeney                    | Laura Spencer  |            |            |            |            |            |            |            |            |            |            |            |            |

## Episódios
| Temporada | Temporada | Episódios | Episódios | Originalmente exibido  | Originalmente exibido |
| Temporada | Temporada | Episódios | Episódios | Estreia da temporada   | Final da temporada    |
| --------- | --------- | --------- | --------- | ---------------------- | --------------------- |
|           | 1         | 17        | 17        | 24 de setembro de 2007 | 19 de maio de 2008    |
|           | 2         | 23        | 23        | 22 de setembro de 2008 | 11 de maio de 2009    |
|           | 3         | 23        | 23        | 21 de setembro de 2009 | 24 de maio de 2010    |
|           | 4         | 24        | 24        | 23 de setembro de 2010 | 19 de maio de 2011    |
|           | 5         | 24        | 24        | 22 de setembro de 2011 | 10 de maio de 2012    |
|           | 6         | 24        | 24        | 27 de setembro de 2012 | 16 de maio de 2013    |
|           | 7         | 24        | 24        | 26 de setembro de 2013 | 15 de maio de 2014    |
|           | 8         | 24        | 24        | 22 de setembro de 2014 | 7 de maio de 2015     |
|           | 9         | 24        | 24        | 21 de setembro de 2015 | 12 de maio de 2016    |
|           | 10        | 24        | 24        | 19 de setembro de 2016 | 11 de maio de 2017    |
|           | 11        | 24        | 24        | 25 de setembro de 2017 | 10 de maio de 2018    |
|           | 12        | 24        | 24        | 24 de setembro de 2018 | 16 de maio de 2019    |

## Transmissão no Brasil
"The Big Bang Theory" estreou no dia 20 de agosto de 2011 no SBT. Sua estreia marcou 2 pontos de média (referentes a São Paulo, sendo que cada ponto equivalia a aproximadamente 60 mil televisores). Saiu do ar uma semana depois de sua estreia. Retornou à grade do SBT, só que agora na madrugada, em 12 de novembro de 2012 e desde então tem superado os índices em comparação à estreia em 2011. No dia 17 de janeiro de 2013, bateu mais um recorde: 4,5 pontos de média (Referente a São Paulo) e chegou a disputar a liderança com a Rede Globo durante boa parte do tempo que estava no ar. O SBT exibiu durante anos os episódios em suas madrugadas, porém a série foi substituída nas madrugadas por programas como o Okay Pessoal, reprises do já extinto Jornal do SBT e posteriormente pelo SBT Notícias.
Em 9 de junho de 2018, o SBT voltou a transmitir a série, a partir das 18:30 nos sábados, a partir da 8ª temporada, inédita na televisão aberta, mas ficou ao ar até 23 de junho de 2018 sendo substituída pela reprise da Escolinha do Golias devido a baixa audiência.
Volta ao SBT pela terceira vez em 1.° de agosto de 2020, sendo exibido às 6h, substituindo o Clube do Chaves e foi exibido até 12 de setembro de 2020 com episódios duplos da 11.ª temporada, totalizando 7 episódios transmitidos, sendo substituído pela extensão do Sábado Animado. Retornou em 5 de dezembro de 2020, agora na faixa das 4h30min, substituindo Longmire: O Xerife, exibindo a 12.ª temporada e alguns episódios de temporadas anteriores e ficou no ar até 15 de maio de 2021, sendo substituída novamente por Longmire, o Xerife.

## Salário do Elenco
Nas primeiras três temporadas, Galecki, Parsons e Cuoco, as três principais estrelas do show, receberam no máximo $60.000 dólares por episódio. O salário para os três foi de $200.000 por episódio para a quarta temporada. Seu pagamento por episódio aumentou $50.000 adicionais em cada uma das três temporadas seguintes, culminando em $350.000 na sétima temporada. Em setembro de 2013, Bialik e Rauch renegociaram os contratos que eles mantiveram desde que foram apresentados à série em 2010. Em seus contratos antigos, cada um estava fazendo de $20.000 a $30.000 por episódio, enquanto os novos contratos dobraram isso. Começando em $60.000 por episódio, aumentando constantemente para $100.000 dólares até o final do contrato, além de adicionar mais um ano para ambos.
Na temporada sete, Galecki, Parsons e Cuoco também receberam 0,25% do dinheiro de back-end da série. Antes da produção ter começado na oitava temporada, os três mais Helberg e Nayyar, examinaram a renegociação de novos contratos, com Galecki, Parsons e Cuoco buscando cerca de $1 milhão por episódio, além de mais dinheiro back-end. Os contratos foram assinados no início de agosto de 2014, dando aos três protagonistas da série cerca de $1 milhão de dólares por episódio por três anos, com a possibilidade de se estender por um quarto ano. As promoções também incluem peças maiores do show, bônus de assinatura, ofertas de produção e avanços para o back-end. Helberg e Nayyar também conseguiram renegociar seus contratos, dando-lhes um pagamento por episódio no "intervalo de seis dígitos", acima de $100.000 por episódio que receberam nos anos anteriores. A dupla, que procurava ter um salário parecido com Parsons, Galecki e Cuoco, assinou seus contratos após o estúdio e os produtores ameaçaram escrever os personagens da série se um acordo não pudesse ser alcançado antes do início da produção na temporada oito. Na 10º temporada, Helberg e Nayyar atingiram a paridade de $1 milhão por episódio com Parsons, Galecki e Cuoco, devido a uma cláusula em seus negócios assinada em 2014.
Em março de 2017, os principais membros do elenco (Galecki, Parsons, Cuoco, Helberg e Nayyar) concordaram em um corte salarial de 10% para permitir que Bialik e Rauch aumentassem seus ganhos. Isso fez com que Galecki, Parsons, Cuoco, Helberg e Nayyar recebessem cerca de $900.000 por episódio, com Parsons, Galecki e Helberg também recebendo negócios gerais com a Warner Bros. Television. No final de abril, Bialik e Rauch assinaram o contrato para ganhar $500.000 dólares por episódio, cada uma, com os negócios também incluindo um componente de desenvolvimento separado para ambas as atrizes. O elenco de The Big Bang Theory está nas lista dos atores mais bem pagos da TV americana.
Na 12ª temporada, última do programa, Johnny Galecki, Jim Parsons, Kaley Cuoco, Kunal Nayyar e Simon Helberg voltaram a receber $1 milhão por episódio. Melissa Rauch e Mayim Bialik receberam $425.000 por episódio.

## Audiência nos EUA
- Índices de audiência de The Big Bang Theory nos EUA (baseado na média de exibições por episódio, incluindo reprises).

| Temporada | Horário Exibido                                                                                     | Episódio de Estréia    | Episódio Final     | Época     | Episódios | Ranking | Audiência (em milhões) |
| --------- | --------------------------------------------------------------------------------------------------- | ---------------------- | ------------------ | --------- | --------- | ------- | ---------------------- |
| 1         | Segunda 20:30 (24 de Setembro – 12 de Novembro, 2007) Segunda 20:00 (17 de Março– 19 de Maio, 2008) | 24 de setembro de 2007 | 19 de maio de 2008 | 2007–2008 | 17        | #68     | 8.31                   |
| 2         | Segunda 20:00 (22 de Setembro - 11 de Maio, 2009) Segunda 21:30 (9 de Fevereiro, 2009)              | 22 de setembro de 2008 | 11 de maio de 2009 | 2008–2009 | 23        | #44     | 10.00                  |
| 3         | Segunda 21:30 (21 de Setembro – 24 de maio, 2010) Segunda 21:00 (3 de Maio, 2010)                   | 21 de setembro de 2009 | 24 de maio de 2010 | 2009–2010 | 23        | #14     | 14.14                  |
| 4         | Quinta 20:00                                                                                        | 23 de setembro de 2010 | 19 de maio de 2011 | 2010–2011 | 24        | #15     | 13.14                  |
| 5         | Quinta 20:00                                                                                        | 22 de setembro de 2011 | 10 de maio de 2012 | 2011–2012 | 24        | #8      | 15.82                  |
| 6         | Quinta 20:00                                                                                        | 27 de setembro de 2012 | 16 de maio de 2013 | 2012–2013 | 24        | #3      | 18.68                  |
| 7         | Quinta 20:00                                                                                        | 26 de setembro de 2013 | 15 de maio de 2014 | 2013–2014 | 24        | —       | —                      |
| 8         | Segunda 20:00 (Primeira metade da temporada) Quinta 20:00 (a partir de 2014/10/30)                  | 22 de setembro de 2014 | 7 de maio de 2015  | 2014–2015 | 24        | —       | —                      |
| 9         | | 21 de setembro de 2015 | 12 de maio de 2016 | 2015–2016 | 24        |         |                        |
| 10        | | 19 de setembro de 2016 | 11 de maio de 2017 | 2016–2017 | 24        | #2      | 18.99                  |
| 11        | | 25 de setembro de 2017 | 10 de maio de 2018 | 2017-2018 | 24        | #1      | 18.63                  |
| 12        | | 24 de setembro de 2018 | 16 de maio de 2019 | 2018-2019 | 24        | #2      | 17.31                  |

## Lançamento em DVD
A primeira temporada da série em DVD foi lançado no dia 2 de setembro de 2008 nos Estados Unidos.
| Nome                                                      | Episódios | Data de lançamento nos EUA | Duração     | Extras |
| --------------------------------------------------------- | --------- | -------------------------- | ----------- | --- |
| The Complete First Season (A Primeira Temporada Completa) | 17        | 2 de setembro de 2008      | 353 minutos | A Mecânica Quântica da Teoria do Big Bang Bastidores: é Chique ser Nerd |
| The Complete Second Season (A Segunda Temporada Completa) | 23        | 15 de setembro de 2009     | 478 minutos | Físico Para as Estrelas Hipótese Hilariante Infinitiva em Relação à The Big Bang Theory Erros de Gravação                                                                              |
| The Complete Third Season (A Terceira Temporada Completa) | 23        | 14 de setembro de 2010     | 472 minutos | Passeio Pelo Cenário Com Raj E Howard Conversando Com O Elenco Erros de Gravação |
| The Complete Fourth Season (A Quarta Temporada Completa)  | 24        | 13 de setembro de 2011     | 501 minutos | Actor on Actor: The Big Bang's Theory of Relativity Featurette |
| The Complete Fifth Season (A Quinta Temporada Completa)   | 24        | 3 de setembro de 2012      | 552 minutos | The Big Bang Theory #100 Laws Of Reflection Professors of Production Gag Reel |
| The Complete Sixth Season (A Sexta Temporada Completa)    | 24        | 10 de setembro de 2013     | 477 Minutos | "The Big Bang Theory: The Final Comedy Frontier", "Houston, We Have a Sitcom", "Electromagnetism: The Best Relationship Moments in Season 6", "The Big Bang Theory at Paleyfest 2013", |

- No lançamento de sua 1ª e 2ª temporadas a série foi lançada somente em DVD , Em 10 de julho de 2010 as 1ª e 2ª temporadas de The Big Bang Theory foram relançadas em Blu-ray com remasterização de som e uma improvisação inédita.[44] A Partir de sua Terceira temporada a série passou a ser lançada em DVD e Blu-Ray Simultaneamente pela Warner Bros..

## Prêmios e indicações
| Ano                               | Premiação                           | Categoria                                        | Indicado                                            | Resultado |
| --------------------------------- | ----------------------------------- | ------------------------------------------------ | --------------------------------------------------- | --------- |
| 2008                              | Prêmios EWwy                        | Melhor Ator em Série de Comédia                  | Jim Parsons                                         | Indicado  |
| 2008                              | Prêmios EWwy                        | Melhor Atriz em Série de Comédia                 | Kaley Cuoco                                         | Indicado  |
| 2008                              | Prêmios EWwy                        | Melhor Série de Comédia                          | Chuck Lorre                                         | Indicado  |
| 2009                              | Emmy Awards                         | Melhor Ator em Série de Comédia                  | Jim Parsons                                         | Indicado  |
| 2009                              | Emmy Awards                         | Atriz Convidada em Série de Comédia              | Christine Baranski                                  | Indicado  |
| 2009                              | Emmy Awards                         | Direção de Arte com Multi-Câmera para uma Série  | Chuck Lorre                                         | Indicado  |
| 2009                              | TCA Awards                          | Melhor Série de Comédia                          | Chuck Lorre                                         | Venceu    |
| 2009                              | TCA Awards                          | Atuação Individual em uma Série                  | Jim Parsons                                         | Venceu    |
| 2009                              | Satellite Awards                    | Melhor Comédia ou Musical em Série               | Chuck Lorre                                         | Indicado  |
| 2009                              | Satellite Awards                    | Melhor Ator de Comédia ou Musical em Série       | Jim Parsons                                         | Indicado  |
| 2009                              | American Film Institute             | Os 10 Melhores Programas de TV do Ano            | Chuck Lorre                                         | Venceu    |
| 2009                              | Prêmios EWwy                        | Melhor Atriz em Série de Comédia                 | Kaley Cuoco                                         | Venceu    |
| 2009                              | Prêmios EWwy                        | Melhor Série de Comédia                          | Chuck Lorre                                         | Indicado  |
| 2010                              | People's Choice Awards              | Programa Favorito de Comédia                     | Chuck Lorre                                         | Venceu    |
| 2010                              | People's Choice Awards              | Ator Favorito de Comédia                         | Jim Parsons                                         | Indicado  |
| 2010                              | TCA Awards                          | Melhor Série de Comédia                          | Chuck Lorre                                         | Indicado  |
| 2010                              | TCA Awards                          | Atuação Individual em uma Série                  | Jim Parsons                                         | Indicado  |
| 2010                              | Teen Choice Awards                  | Programa Favorito de Comédia                     | Chuck Lorre                                         | Indicado  |
| 2010                              | Teen Choice Awards                  | Ator de TV: Comédia                              | Jim Parsons                                         | Indicado  |
| 2010                              | Teen Choice Awards                  | Atriz de TV: Comédia                             | Kaley Cuoco                                         | Indicado  |
| 2010                              | Teen Choice Awards                  | Melhor Atuação: Masculina                        | Johnny Galecki                                      | Indicado  |
| 2010                              | Teen Choice Awards                  | Melhor Atuação: Masculina                        | Simon Helberg                                       | Indicado  |
| 2010                              | Emmy Awards                         | Direção de Arte de Série                         | Chuck Lorre                                         | Indicado  |
| 2010                              | Emmy Awards                         | Melhor Maquiagem em uma Série de Comédia         | Chuck Lorre                                         | Indicado  |
| 2010                              | Emmy Awards                         | Melhor Ator em Série de Comédia                  | Jim Parsons                                         | Venceu    |
| 2010                              | Emmy Awards                         | Atriz Convidada em Série de Comédia              | Christine Baranski                                  | Indicado  |
| 2010                              | Emmy Awards                         | Melhor Direção em uma Série                      | Chuck Lorre                                         | Indicado  |
| 2010                              | Prêmios EWwy                        | Melhor Ator Coadjuvante em Série de Comédia      | Kunal Nayyar                                        | Indicado  |
| 2010                              | Prêmios EWwy                        | Melhor Série de Comédia                          | Chuck Lorre                                         | Venceu    |
| 2011                              | Golden Globe Awards                 | Melhor Série – Musical ou Comédia                | Chuck Lorre                                         | Indicado  |
| 2011                              | Golden Globe Awards                 | Melhor Ator – Musical ou Comédia                 | Jim Parsons                                         | Venceu    |
| 2011                              | People's Choice Awards              | Programa de TV Favorito                          | Chuck Lorre                                         | Indicado  |
| 2011                              | People's Choice Awards              | Ator Favorito de Comédia                         | Jim Parsons                                         | Indicado  |
| 2011                              | Teen Choice Awards                  | TV: Comédia                                      | Chuck Lorre                                         | Indicado  |
| 2011                              | Teen Choice Awards                  | TV: Ator de Comédia                              | Jim Parsons                                         | Indicado  |
| 2011                              | Teen Choice Awards                  | TV: Atriz de Comédia                             | Kaley Cuoco                                         | Indicado  |
| 2011                              | Emmy Awards                         | Melhor Ator em Série de Comédia                  | Johnny Galecki                                      | Indicado  |
| 2011                              | Emmy Awards                         | Melhor Ator em Série de Comédia                  | Jim Parsons                                         | Venceu    |
| 2011                              | Emmy Awards                         | Melhor Série de Comédia                          | Chuck Lorre                                         | Indicado  |
| 2012                              | Golden Globe Awards                 | Melhor Ator – Musical ou Comédia                 | Johnny Galecki                                      | Indicado  |
| 2012                              | People's Choice Awards              | Série de TV                                      | Chuck Lorre                                         | Indicado  |
| 2012                              | People's Choice Awards              | Ator Favorito de Comédia                         | Jim Parsons                                         | Indicado  |
| 2012                              | People's Choice Awards              | Atriz Favorita de Comédia                        | Kaley Cuoco                                         | Indicado  |
| 2012                              | Prêmios Screen Actors Guild         | Melhor Elenco em uma Série                       | Chuck Lorre                                         | Indicado  |
| 2012                              | Kerrang! Awards                     | Melhor Série de TV                               | Chuck Lorre                                         | Indicado  |
| 2012                              | CBS Fan Awards                      | Melhor Episódio                                  | Episódio: "The Recombination Hypothesis"            | Venceu    |
| 2012                              | CBS Fan Awards                      | Melhor Bordão                                    | "Bazinga"                                           | Venceu    |
| 2012                              | CBS Fan Awards                      | Momento Favorito                                 | Episódio: "The Transporter Malfunction"             | Venceu    |
| 2012                              | CBS Fan Awards                      | Melhor Pausa Dramática                           | Episódio: "The Friendship Contraction"              | Venceu    |
| 2012                              | Teen Choice Awards                  | Melhor Série de Comédia                          | Chuck Lorre                                         | Indicado  |
| 2012                              | TCA Awards                          | Melhor Série de Comédia                          | Chuck Lorre                                         | Indicado  |
| 2012                              | TCA Awards                          | Atuação Individual em uma Série                  | Jim Parsons                                         | Venceu    |
| 2012                              | Emmy Awards                         | Melhor Série de Comédia                          | Chuck Lorre                                         | Indicado  |
| 2012                              | Emmy Awards                         | Melhor Ator em uma Série de Comédia              | Jim Parsons                                         | Indicado  |
| 2012                              | Emmy Awards                         | Melhor Atriz em uma Série de Comédia             | Mayim Bialik                                        | Indicado  |
| 2012                              | Emmy Awards                         | Melhor Edição em Série de Comédia                | Peter Chakos                                        | Indicado  |
| 2012                              | Emmy Awards                         | Melhor Direção Técnica em uma Série de Comédia   | Chuck Lorre                                         | Indicado  |
| 2012                              | Satellite Awards                    | Melhor Série de Comédia                          | Chuck Lorre                                         | Venceu    |
| 2012                              | Satellite Awards                    | Melhor Ator em uma Série de Comédia              | Johnny Galecki                                      | Venceu    |
| 2012                              | Satellite Awards                    | Melhor Ator em uma Série de Comédia              | Jim Parsons                                         | Indicado  |
| 2012                              | Satellite Awards                    | Melhor Atriz em uma Série de Comédia             | Kaley Cuoco                                         | Venceu    |
| 2012                              | Satellite Awards                    | Melhor Atriz Coadjuvante em uma Série de Comédia | Mayim Bialik                                        | Indicado  |
| 2013                              | People's Choice Awards              | Programa de Comédia Favorito                     | Chuck Lorre                                         | Venceu    |
| 2013                              | People's Choice Awards              | Ator Favorito de Comédia                         | Jim Parsons                                         | Indicado  |
| 2013                              | People's Choice Awards              | Atriz Favorita de Comédia                        | Kaley Cuoco                                         | Indicado  |
| 2013                              | 1nd Annual Fan Choice Awards        | Melhor Série de Comédia                          | Chuck Lorre                                         | Venceu    |
| 2013                              | Screen Actors Guild Awards          | Melhor Ator de Comédia                           | Jim Parsons                                         | Indicado  |
| 2013                              | Screen Actors Guild Awards          | Melhor Elenco em Série de Comédia                | Chuck Lorre                                         | Indicado  |
| 2013                              | Golden Globe Awards                 | Melhor Ator – Musical ou Comédia                 | Jim Parsons                                         | Indicado  |
| 2013                              | Golden Globe Awards                 | Melhor Série – Musical ou Comédia                | Chuck Lorre                                         | Indicado  |
| 2013                              | America Award                       | Melhor Direção em uma Série de Comédia           | Mark Cendrowski Episódio: "The Date Night Variable" | Indicado  |
| 2013                              | National Television Awards          | Melhor Comédia                                   | Chuck Lorre                                         | Indicado  |
| 2014                              |                                     |                                                  | Chuck Lorre                                         |           |
| Teen Choice Awards                | Melhor Série de Comédia             | Chuck Lorre                                      | Venceu                                              |           |
| Teen Choice Awards                | Melhor Ator de Comédia              | Jim Parsons                                      | Venceu                                              |           |
| Teen Choice Awards                | Melhor Atriz de Comédia             | Kaley Cuoco                                      | Indicado                                            |           |
| Critics' Choice Television Awards | Melhor Série de Comédia             | Chuck Lorre                                      | Venceu                                              |           |
| Critics' Choice Television Awards | Melhor Ator de Comédia              | Jim Parsons                                      | Indicado                                            |           |
| Critics' Choice Television Awards | Melhor Ator Coadjuvante de Comédia  | Simon Helberg                                    | Venceu                                              |           |
| Critics' Choice Television Awards | Melhor Atriz Coadjuvante de Comédia | Kaley Cuoco                                      | Venceu                                              |           |
| Critics' Choice Television Awards | Melhor Atriz Coadjuvante de Comédia | Melissa Rauch                                    | Indicado                                            |           |
| Meus Prêmios Nick                 | Personagem Favorito                 | Sheldon Cooper                                   | Indicado                                            |           |
| People's Choice Awards            | Programa de Comédia Favorito        | Chuck Lorre                                      | Venceu                                              |           |
| People's Choice Awards            | Ator Favorito de Comédia            | Jim Parsons                                      | Indicado                                            |           |
| People's Choice Awards            | Atriz Favorita de Comédia           | Kaley Cuoco                                      | Venceu                                              |           |
| 2nd Annual Fan Choice Awards      | Melhor Série de Comédia             | Chuck Lorre                                      | Venceu                                              |           |
| 2015                              | Emmy Awards                         | Melhor atriz coadjuvante em série de comédia     | Mayim Bialik                                        | Indicado  |
| 2015                              | People's Choice Awards              | Melhor Série de Comédia                          | The Big Bang Theory                                 | Venceu    |
| 2015                              | People's Choice Awards              | Melhor Série de TV                               | The Big Bang Theory                                 | Venceu    |
| 2015                              | People's Choice Awards              | Ator Favorito de Comédia                         | Jim Parsons                                         | Indicado  |
| 2015                              | People's Choice Awards              | Atriz Favorita de Comédia                        | Kaley Cuoco                                         | Venceu    |
| 2016                              | People's Choice Awards              | Melhor Série de Comédia                          | The Big Bang Theory                                 | Venceu    |
| 2016                              | People's Choice Awards              | Melhor Série de TV                               | The Big Bang Theory                                 | Venceu    |
| 2016                              | People's Choice Awards              | Ator Favorito de Comédia                         | Jim Parsons                                         | Venceu    |
| 2016                              | People's Choice Awards              | Ator Favorito de Comédia                         | Johnny Galecki                                      | Indicado  |
| 2016                              | People's Choice Awards              | Atriz Favorita de Comédia                        | Kaley Cuoco                                         | Venceu    |

## Finalização
No dia 22 de agosto de 2018, a CBS e o canal Warner Bros anunciaram que a série seria encerrada em sua 12º temporada, sendo finalizada em Maio de 2019. No Brasil, a 12º temporada foi transmitida pela Warner Channel. No dia 16 de Maio foi transmitido o último episódio na CBS. No Brasil, o último episódio foi transmitido dia 02 de Junho pelo canal pago Warner Channel Brasil.